# Попова, Нина Васильевна
Нина Васильевна Попо́ва (1908 — 1994) — советский партийный и общественный деятель.

## Биография
Родилась 9 (22 января) 1908 года в Ельце (ныне Липецкая область). После смерти отца и матери воспитывалась в Елецком детском доме № 3; с 1922 году жила с семьёй старшего брата в Борисоглебске.
С 1925 года на комсомольской работе. В 1932 году вступила в ВКП(б).
По направлению проучилась год в ЛПИ имени А. И. Герцена. В 1934 году окончила МИФЛИ имени Н. Г. Чернышевского.
С 1934 года на советской и партийной работе в Москве. В 1941—1945 годах председатель райисполкома, первый секретарь Краснопресненского райкома ВКП(б) Москвы.
В 1945—1957 годах секретарь ВЦСПС, одновременно в 1945—1968 годах — председатель Комитета советских женщин, вице-председатель Международной демократической федерации женщин.
В 1957—1958 годах председатель правления Всесоюзного общества культурных связей с заграницей, в 1958—1975 гг. — председатель президиума Союза советских обществ дружбы и культурных связей с зарубежными странами.
Состояла членом ВСМ, Президиума Советского комитета защиты мира, Советского комитета солидарности стран Азии и Африки, Президиума Комитета советских женщин, Советского комитета за европейскую безопасность и сотрудничество.
Была кандидатом в члены ЦК КПСС (1956—1961, избрана на XX съезде КПСС), членом ЦК КПСС (1961—1976, избиралась на XXII, XXIII, XXIV съездах КПСС).
Избиралась депутатом ВС РСФСР 2 созыва (1947—1951, от г. Куйбышев), депутатом Верховного Совета СССР 3-го (1950—1954, член Совета Союза от Ивановской области), 4-го (1954—1958, член Совета Союза от Ивановской области), 5-го (1958—1962, член Совета Союза от Калининской области), 6-го (1962—1966, член Совета Национальностей от Марийской АССР), 7-го (1966—1970, член Совета Национальностей от Северо-Осетинской АССР), 8-го (1970—1974, член Совета Национальностей от Северо-Осетинской АССР) и 9-го (1974—1979, член Совета Национальностей от Северо-Осетинской АССР) созывов.
С 1975 года на пенсии.
Похоронена на Новодевичьем кладбище.

### Семья
Отец — Василий Петрович Попов, ремесленник. Мать — Любовь Александровна, урождённая Борисова (? — 1920). Из 13 детей в семье выжили четверо.

Братья — Алексей, Николай.

Сестра — Ольга.
Муж — Андрей Семёнович Шамшин (1903—1972), агроном.
- дочь — Ренита Андреевна Григорьева (13 июля 1931 — 19 января 2021), режиссёр, сценарист, актриса; лауреат Государственной премии СССР (1983); замужем за кинематографистом Юрием Валентиновичем Григорьевым (род. 16 февраля 1932).

Муж (с 1942 года) — Василий Фёдорович Орлов (28.2.1916 — 18.3.1945), Герой Советского Союза, полковник, командир танкового корпуса.

## Награды и премии
- Международная Сталинская премия «За укрепление мира между народами» (1953) — вторая и последняя из лауреатов-советских граждан
- два ордена Ленина (в том числе 22.01.1968)
- орден Октябрьской революции
- орден Трудового Красного Знамени
- орден Знак Почёта
- орден Красной Звезды (ноябрь 1941)
- медали.